# Alvhem
Alvhem är en tätort i Ale kommun. Samhället ligger vid E45 och Norge/Vänerbanan (tidigare Bergslagsbanan), öster om Göta älv, knappt 40 km nordost om Göteborg C.

## Historia

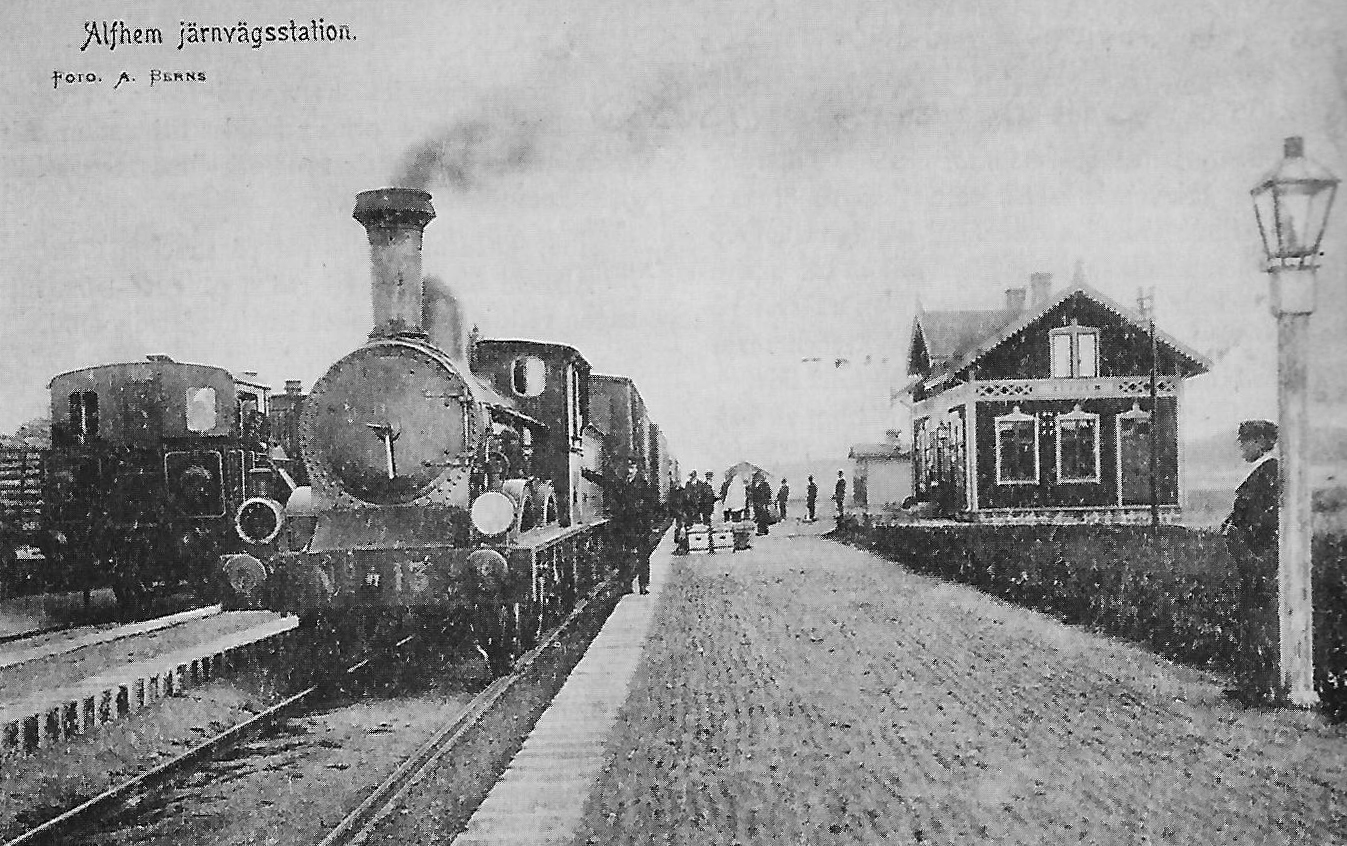
Alvhems nyinvigda station 1906. Numera riven.

I samband med att Lödöse-Lilla Edets Järnväg (nu Lilla Edet-banan) anslöts till Bergslagsbanan öppnades Alvhems station vid anslutningen 1906. Alvhem ersatte hållplatsen Tingberg (på Bergslagsbanan) i Lödöse, eftersom det inte fanns plats att anlägga någon bangård för godstrafiken vid grannsamhället. Persontrafiken på Lödöse-Lilla Edets Järnväg upphörde 1953. Alvhems station stängdes 1970 när lokaltågen mellan Trollhättan och Göteborg drogs in. När lokal persontrafik på sträckningen åter etablerades 2012, anlades en ny station, Lödöse södra, en knapp kilometer norr om samhället.
Dåvarande Skepplanda landskommun bestämde i början av 1960-talet att lägga ut byggnadsplaner i Alvhem intill stationen där det tidigare funnits bl.a. ett litet järnvägshotell. Orten blev tätort 1975. Stationen och samhället har fått namn efter byn Alvhem (som från 2015 till större delen ingår i tätorten) med Alvhems kungsgård.

### Befolkningsutveckling
| Befolkningsutvecklingen i Alvhem 1975–2020 | Befolkningsutvecklingen i Alvhem 1975–2020 | Befolkningsutvecklingen i Alvhem 1975–2020 | Befolkningsutvecklingen i Alvhem 1975–2020 | Befolkningsutvecklingen i Alvhem 1975–2020 |
| ------------------------------------------ | ------------------------------------------ | ------------------------------------------ | ------------------------------------------ | ------------------------------------------ |
|                                            |                                            |                                            |                                            |                                            |
| År                                         |                                            |                                            | Folkmängd                                  | Areal (ha)                                 |
| 1975                                       | 1975                                       |                                            | 246                                        |                                            |
| 1980                                       | 1980                                       |                                            | 244                                        |                                            |
| 1990                                       | 1990                                       |                                            | 243                                        | 21                                         |
| 1995                                       | 1995                                       |                                            | 237                                        | 21                                         |
| 2000                                       | 2000                                       |                                            | 224                                        | 21                                         |
| 2005                                       | 2005                                       |                                            | 232                                        | 21                                         |
| 2010                                       | 2010                                       |                                            | 202                                        | 21                                         |
| 2015                                       | 2015                                       |                                            | 322                                        | 85                                         |
| 2018                                       | 2018                                       |                                            | 333                                        | 86                                         |
| 2020                                       | 2020                                       |                                            | 369                                        | 87                                         |
| Anm.: Ny tätort 1975.                      |                                            |                                            |                                            |                                            |